# Tsingtao (øl)
Tsingtao ((kinesisk): 青岛啤酒厂; pinyin: Qīngdǎo píjiǔchǎng; engelsk: Tsingtao Brewery) er det største bryggeri i Kina. Bryggeriet ligger i storbyen og havnebyen Qingdao i provinsen Shandong ca. 350 km sydøst for Beijing.
Bryggeriet blev grundlagt i 1903 af tyskere, som havde bosat sig i Qingdao. Bryggeriet opretholder sin oprindelige stavemåde i den latiniserede form – Tsingtao – og ikke den moderne officielt anerkendte translitteration Qingdao.
I 2007 havde Tsingtao-bryggeriet en national markedsandel på ca. 12% af den samlede øl-produktion i Kina, og ølmærket har gennem en lang årrække været det kinesiske ølmærke med størst eksportandel.